# Uherský Ostroh
Uherský Ostroh (1846-ig: Ostroh), (németül: Ungarisch Ostra) város Csehországban, Morvaország régióban.

## Elnevezése
A cseh nevének jelentése magyar (pontosabban az Uhersko az Magyar Királyságot jelent (uherský a melléknévi formája)) palánk (ostroh=palánk). A ma már egyáltalán nem használatos magyar neve (Magyarsárvár) azzal függ össze, hogy feltételezések szerint  Anonymus Saruuar adata vélhetően azonosítható a hellyel.

## Fekvése
Morvaország délkeleti részén, a Morva folyó jobb partján, Uherské Hradištětől 11 km-re délnyugatra fekszik.

## Története
A település helyén már a 11. század második felében volt egy Stenice nevű település. Fontos hely volt a kereskedők számára. A kereskedelmi útvonalak védelme és a határvidék védelme érdekében a magyar hódítók támadásaival szemben a Přemyslidák védelmi rendszert kezdtek kiépíteni, amelynek Stenice is része volt. Az első írásos dokumentum 1275-ből származik, amikor II. Přemysl Ottókár király a várban éjszakázott. 1371-ben jelenik meg az első írásos említés Ostroh városról.

## Településrészek
- Kvačice
- Uherský Ostroh
- Ostrožské Předměstí

## Népesség
A település népessége az elmúlt években az alábbi módon változott:
| Lakosok száma | 3409 | 4429 | 4739 | 4614 | 4451 | 4334 | 4320 | 4217 | 4178 | 4209 |
|               | 1869 | 1900 | 1921 | 1961 | 1991 | 2011 | 2017 | 2020 | 2022 | 2025 |

## Képek

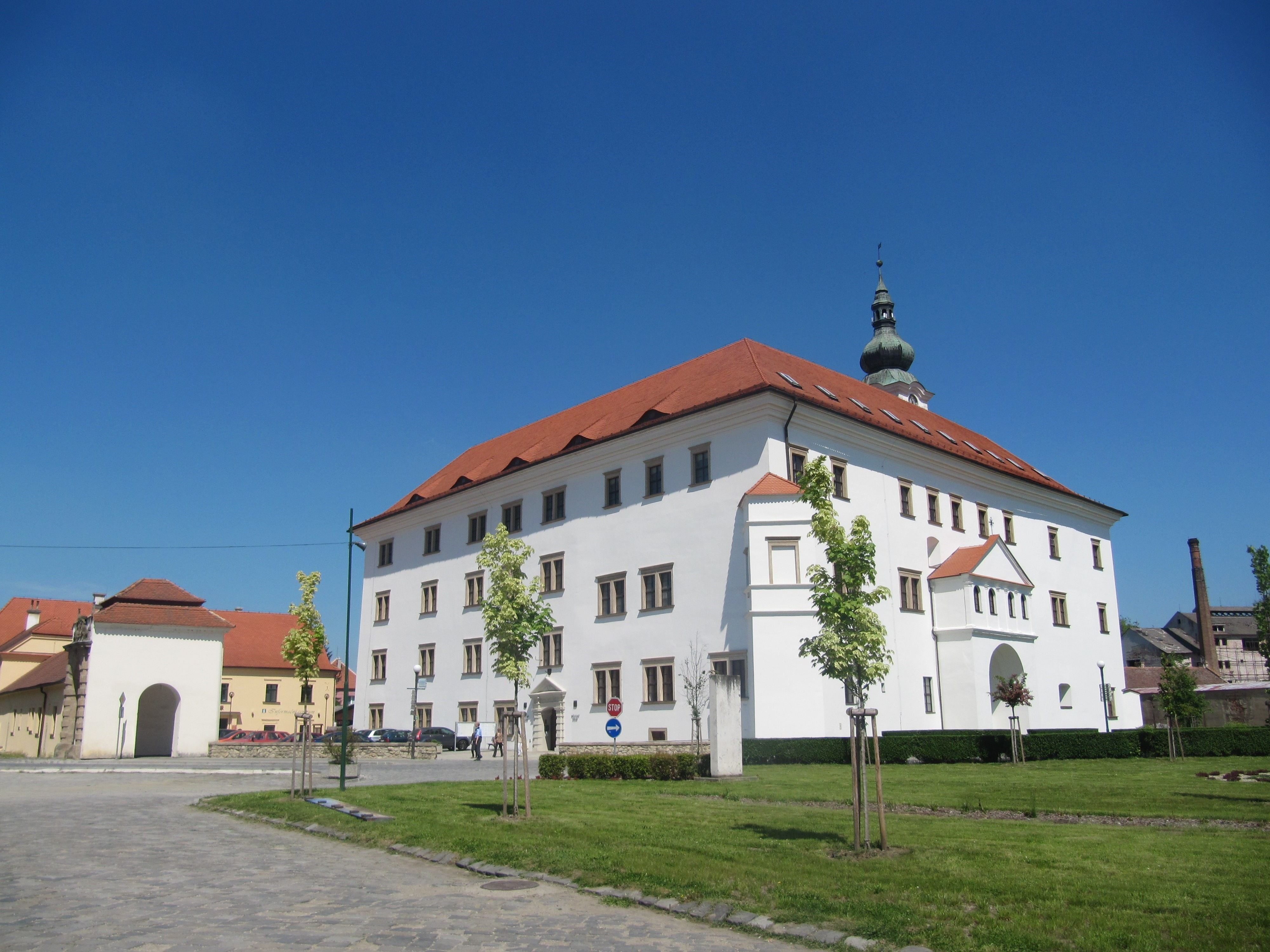
Kastély
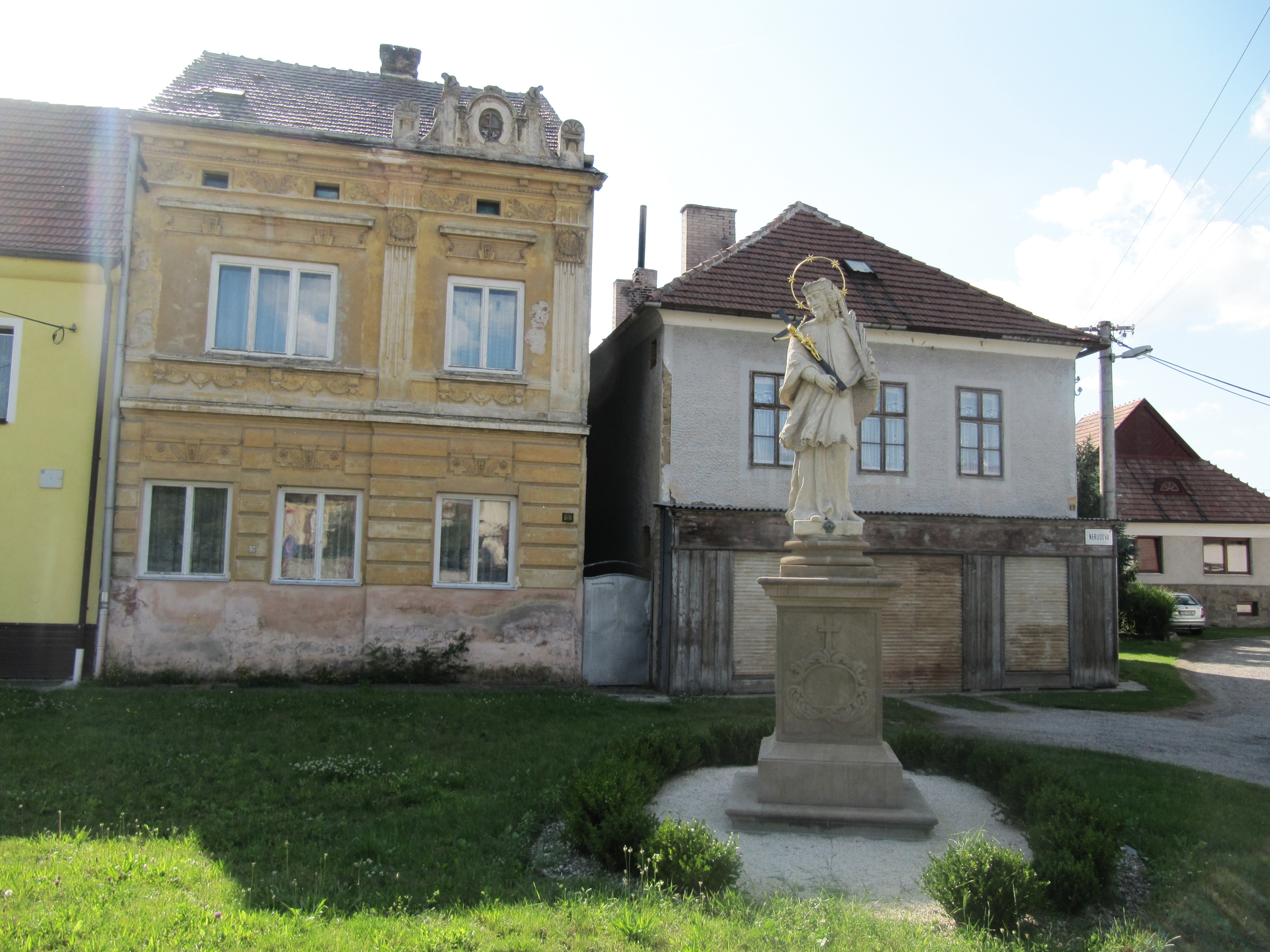
Nepomuki Szent János szobra
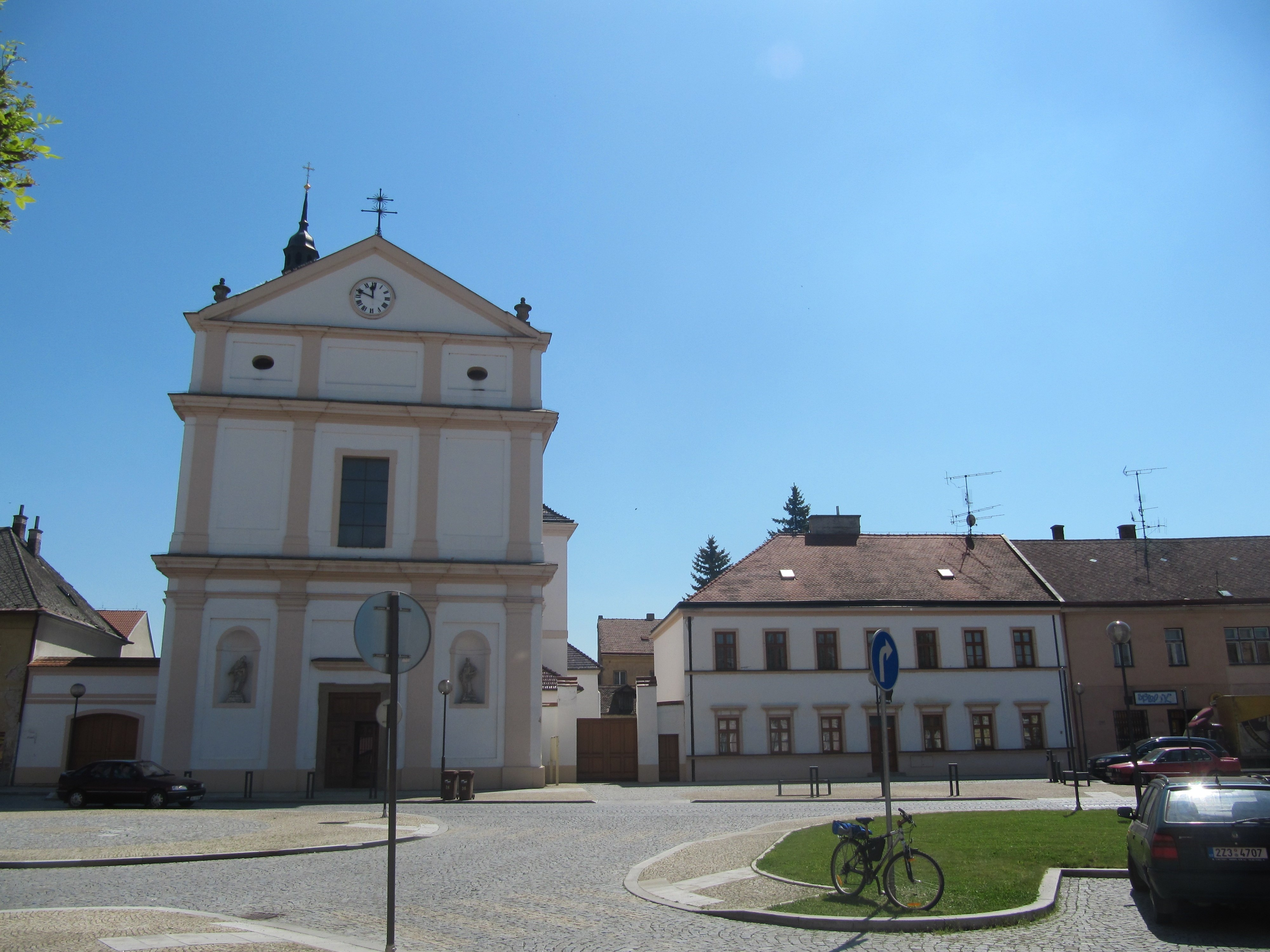
Templom

## Testvérvárosai
- Trencsénteplic, Szlovákia